# 1943 în film
- 1942 în cinematografie — 1943 în cinematografie — 1944 în cinematografie

## Premii

### Oscar
Articol detaliat: Oscar 1943
- Cel mai bun film:   Casablanca - Warner Bros.
- Cel mai bun regizor:   Michael Curtiz - Casablanca
- Cel mai bun actor:  Paul Lukas - Watch on the Rhine
- Cea mai bună actriță:  Jennifer Jones - The Song of Bernadette
- Cel mai bun actor în rol secundar:  Charles Coburn - The More the Merrier
- Cea mai bună actriță în rol secundar:   Katina Paxinou - For Whom the Bell Tolls

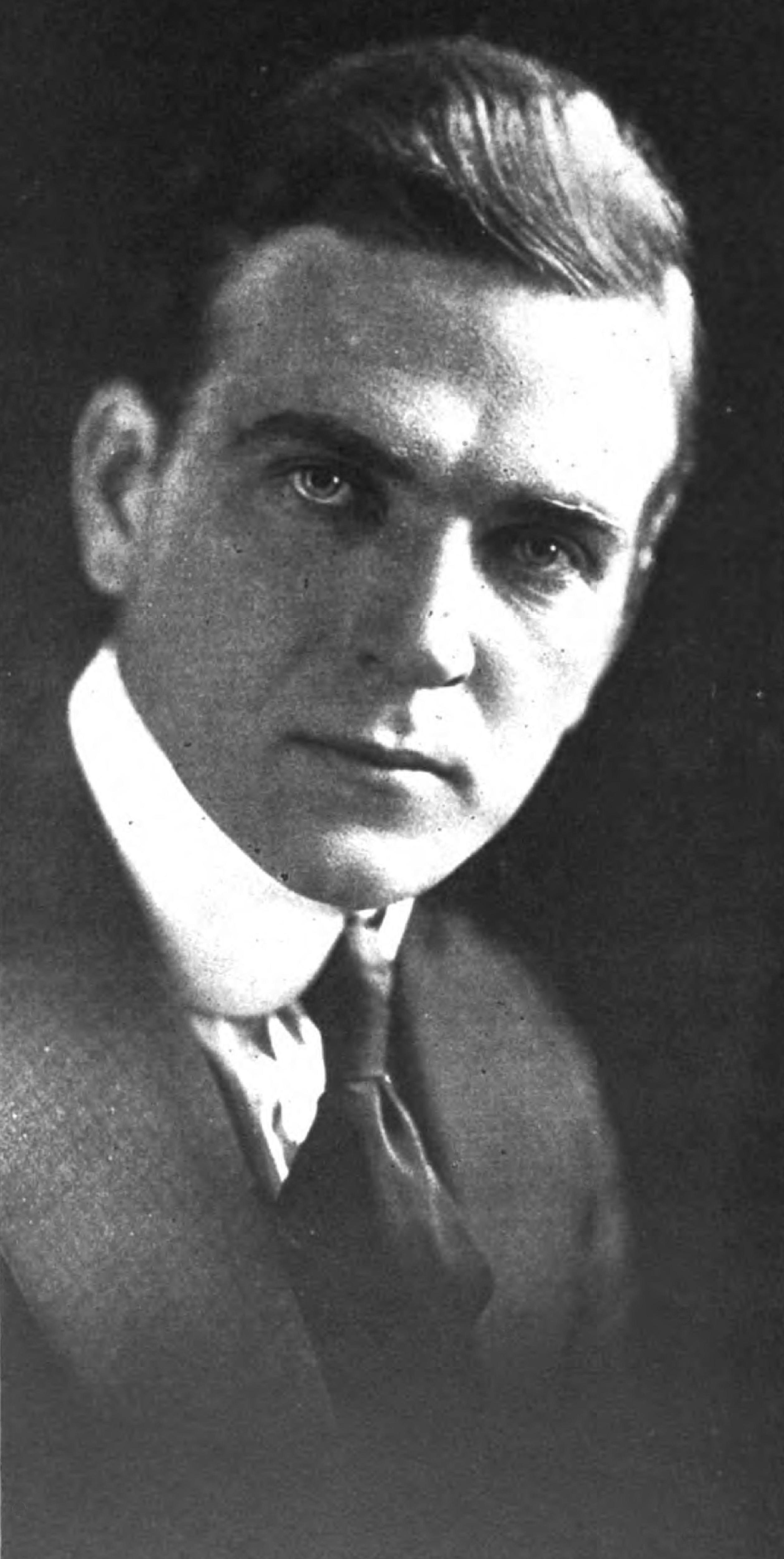
Henry King

### Globul de Aur:
Articol detaliat: Globul de Aur 1943
În ianuarie 1943 a avut loc la studiourile  20th Century Fox din Los Angeles, California prima ediție a premiilor Globul de Aur. 
- Cel mai bun film:   The Song of Bernadette
- Cel mai bun regizor:  Henry King – The Song of Bernadette
- Cel mai bun actor (dramă):   Paul Lukas – Watch on the Rhine
- Cea mai bună actriță (dramă):Jennifer Jones – The Song of Bernadette